# دیگو کیادو
دیگو کیادو (انگلیسی: Diego Collado؛ (تولد اواخر قرن شانزدهم – مرگ ۱۶۳۸ یا ۱۶۴۱، بر اساس منبع مختلف است)) یک میسیونر اهل اسپانیا بود.